# Тити на принц Бернард
Титито на принц Бернард (Callicebus bernhardi) е вид бозайник от семейство Сакови (Pitheciidae).

## Разпространение
Видът е разпространен в Бразилия.